# Fintelligens
Fintelligens è un gruppo musicale hip hop proveniente da Helsinki, in Finlandia, formata da Elastinen ed Iso H; hanno prodotto sei album, che hanno venduto più di 150 000 copie ad album. Per questo i Fintelligens sono considerati uno dei migliori gruppi hip hop finlandesi.

## Storia
Verso la fine degli anni novanta la scena hip hop finlandese era dominata da gruppi demenziali, come i Raptori. Per molti anni l'hip hop finlandese venne visto come una sorta di gioco. Quando i Fintelligens pubblicarono il loro album di debutto Renesanssi nel 2000, esso fu il primo album hip hop serio ad essere pubblicato. Renesanssi fu un successo e divenne disco d'oro, assieme ai singoli Voittamaton, Kellareiden kasvatit e una collaborazione con Petter Askergren e Peewee in Stockholm-Helsinki.
Nel 2001 i Fintelligens pubblicarono gli album Tän Tahtiin e Kokemusten summa in 2002, entrambi oro.
I membri dei Fintelligens, assieme ai Kapasiteettiyksikkö, sono i fondatori della etichetta discografica indipendente specializzata nell'hip hop Rähinä Records.
Nel 2008 i Fintelligens pubblicarono il loro quarto album chiamato Lisää.

## Membri
- Elastinen
- Iso H

## Discografia
- 2000 - Renesanssi
- 2001 - Tän tahtiin
- 2002 - Kokemusten summa
- 2008 - Lisää
- 2010 - Mun tie tai maantie
- 2011 - Täytyy tuntuu